# On n'est demandeur de rien
On n'est demandeur de rien (Nederlands: "Wij vragen niets") is in de Belgische politiek een uitdrukking waarmee men bedoelt dat Franstalige politieke partijen geen vragende partij zijn voor nieuwe staatshervormingen. De term werd in 2009 gelanceerd door politicoloog Bart Maddens.
Dit fenomeen kwam duidelijk naar voren bij de federale regeringsonderhandelingen van 2007 en van 2010-2011, waarbij vooral de Vlaamse partijen aandrongen op een nieuwe staatshervorming en het oplossen van het BHV-probleem, veeleer dan de Franstalige partijen. Uit deze periode stamt ook de bijnaam 'Madame Non' voor Joëlle Milquet (cdH) vanwege haar onwrikbare houding tegenover een mogelijke staatshervorming.